# NGC 2227
NGC 2227 est une galaxie spirale barrée située dans la constellation du Grand Chien. NGC 2227 a été découverte par l'astronome britannique John Herschel en 1835.

## Caractéristiques
La classe de luminosité de NGC 2227 est III et elle présente une large raie HI.

### Distance
Sa vitesse par rapport au fond diffus cosmologique est deSa vitesse par rapport au fond diffus cosmologique est de 2 381 ± 9 km/s, ce qui correspond à une distance de Hubble de 35,1 ± 2,5 Mpc (∼114 millions d'al). 
À ce jour, une quinzaine de mesures non basées sur le décalage vers le rouge (redshift) donnent une distance de 30,227 ± 4,492 Mpc (∼98,6 millions d'al), ce qui est à l'intérieur des valeurs de la distance de Hubble. Notons cependant que c'est avec la valeur moyenne des mesures indépendantes, lorsqu'elles existent, que la base de données NASA/IPAC calcule le diamètre d'une galaxie et qu'en conséquence le diamètre de NGC 2227 pourrait être d'environ 31,7 kpc (∼103 000 al) si on utilisait la distance de Hubble pour le calculer.

### Morphologie
NGC 2227 a été utilisée par Gérard de Vaucouleurs comme une galaxie de type morphologique SB(rs)cd dans son atlas des galaxies,.

## Supernova
La supernova SN 1986O a été découverte le 24 décembre 1986 dans NGC 2227 par Carlton R. Pennypacker, S Burns, F. Crawford et al. de l'université de Californie à Berkeley. Cette supernova était de type Ia.